# Pisco sour
El pisco sour és un còctel preparat amb pisco i suc de llimona amb diversos agregats. L'antecedent de la beguda s'ubica en el Virregnat del Perú on s'hauria barrejat el pisco amb llimona al voltant del segle xviii a prop de la Plaça de Bous d'Acho de Lima. Després es va crear el Pisco Punch barrejant pisco, llimona i pinya al bar Bank Exchange a San Francisco (Califòrnia).
Les primeres mencions al Pisco sour apareixen el 1928 en una nota que promociona el Bar Morris  a Lima, capital del Perú; i una altra el 1934 La chica del crillón de l'escriptor xilè Joaquín Edwards Bello.

## El pisco sour al Perú

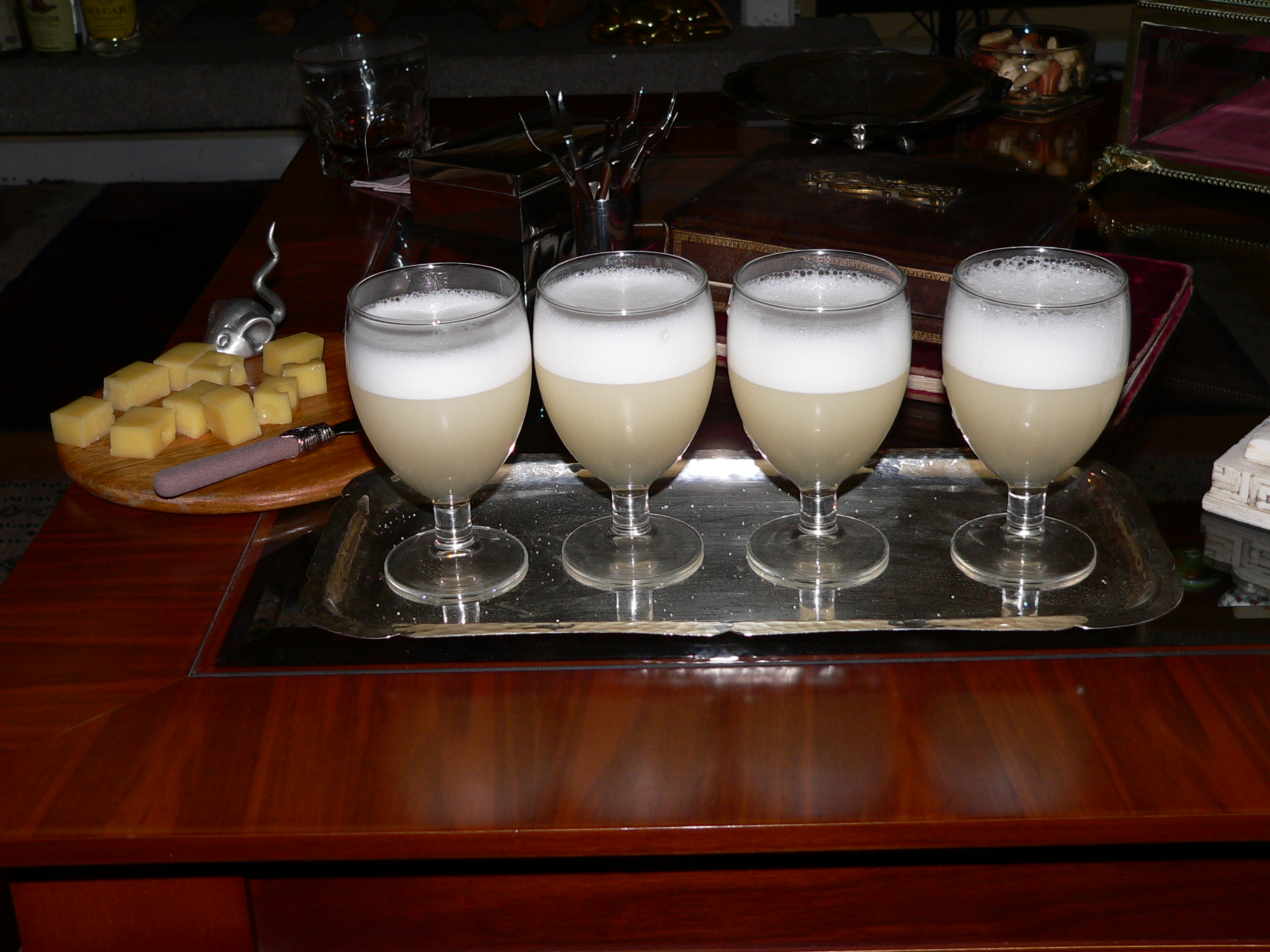
Pisco sour del Perú

Si bé el pisco del Perú es produeix des de finals del segle xvi, el còctel anomenat  pisco sour  es va originar al Perú en els anys 1920 del segle xx al Bar Morris  al carrer Boza 847, al Jirón de la Unión del centre històric de Lima, en el qual s'oferia com una novetat el pisco sour, inspirat en el whisky sour. Allà hauria estat preparat pels barmans peruans Alfonso Bregoye, Graciano Cabrera i Alberto Mezarina. D'altra banda, José Antonio Schiaffino sosté, a "El Origen del Pisco Sour", que l'inventor de la fórmula va ser el californià Víctor V. Morris, propietari del Bar Morris, que havia obert les seves portes el 1915 i que va deixar d'existir el 1933.
Aquest glop va ser creat agregant, a la tradició anglesa del sour, diversos altres ingredients, que en conjunt, equilibren l'acidesa de la llimona del Perú. Des de llavors i pel seu sabor, aquest aperitiu s'ha difós no només en el Perú sinó als països on va arribar gràcies als restaurants de menjars peruans.
A "Lima, la Ciutat dels Virreis", una guia de Lima dels anys 1928-1929, escrita per Cipriano Lagos, apareix una nota promocionant el Bar Morris, en la qual s'assenyala al pisco sour com una de les seves especialitats:
| «                                                              | Morris Vctor V. - « Morris Bar » Importa tota classe de vins, licors, cerveses, etc., dels quals té un selecte assortiment de les millors marques. Aquest bar s'ha fet famós per l'exquisida preparació de seus « pisco-sour » i « wisky-sour » cocktails, etc. en els que empra licors genuïns. Domicili : Lima, carrer de Boza núm. 847. Tel. Núm. 2235. | » |
| — Lagos, Cipriano A.: "Lima, la Ciutat dels Virreis", pàg. 552 | |   |

Els hotels més elegants de l'època l'imiten i així arriba el pisco sour a l'Hotel Maury, a la cantonada dels carrers Ucayali i Carabaya, i a l'Hotel Bolívar, a la plaça San Martín (Lima). També s'ha assenyalat que van ser els bàrmans del Bar Morris, que en tancar, van difondre la recepta als hotels de Lima. d'altra banda, l'Hotel Maury s'atribueix la creació del pisco sour en la seva actual formulació.
D'altra banda, Luciano Revoredo, seguint la hipòtesi de Guillermo Toro Lira sobre que l'origen del pisco sour seria anterior al bar Morris, ha descrit a la seva obra una menció que va trobar en el Mercurio Peruano, sobre la preparació de pisco amb llimona en el segle xviii a Lima, a conseqüència de la prohibició de la venda d'aiguardent per les baralles que originava a prop de la Plaça de Bous d'Acho d'aquella ciutat. Aquest diari relata que allà va néixer un producte denominat Punche, venut pels esclaus i preparat partint de pisco i llimona, que segons Revoredo podria ser un antecedent, del  Pisco punch.
El 2003, el Govern peruà va dictar una norma per fomentar localment i internacionalment el seu consum. Així, totes les delegacions de l'Estat peruà, les seves missions diplomàtiques, consulars i representacions davant d'organismes internacionals, en els seus comptes de despeses en compres de licors, hauran de disposar del cinquanta per cent per adquirir pisco i cinquanta per cent per a altres licors. L'entusiasme dels productors locals de pisco per aquesta mesura oficial ha estat tal que l'increment de la seva producció ha estat notori. De la mateixa manera, es va disposar que a les targetes d'invitacions oficials ja no s'esmentés el clàssic "còctel d'honor" o "vi d'honor" sinó "pisco d'honor".
Per Resolució Ministerial 161-2004-PRODUCE, amb data 22 d'abril de 2004, es va instituir el primer dissabte del mes de febrer de cada any, com el dia del Pisco Sour a nivell nacional , reemplaçant la norma anterior que fixava el 8 de febrer.
El 18 d'octubre de 2007 l'Instituto Nacional de Cultura del Perú (INC), va declarar al Pisco Sour com a Patrimoni Cultural de la Nació  basat en la Convenció per a la Salvaguarda del Patrimoni Cultural Immaterial de la Unesco, la Llei General del Patrimoni Cultural de la Nació i la Directiva sobre Reconeixement i Declaratòries de les Manifestacions Culturals Vigents com a Patrimoni Cultural.

### Recepta clàssica del pisco sour del Perú
La recepta clàssica d'aquest glop tradicional de la gastronomia del Perú, basat en el pisco quebranta, és: 3 unces de pisco, 1 unça de suc de llimona verda per atorgar acidesa, 1 unça de xarop de goma, 1 clara d'ou, 6 glaçons de gel i 1 o 2 gotes d'amarg d'Angostura. Aquesta combinació ha d'agitar-se a la coctelera fins que els ingredients es combinin. Les gotes d'amarg d'Angostura són de decoració.
Si es fa servir liquadora, han de liquar-se tots els ingredients un minut, menys la clara d'ou; apagada la liquadora afegir la clara d'ou i liquar-ho cinc segons més.
Aquesta recepta del pisco sour és més agradable si se li col·loquen dues classes de pisco, un de pur i un altre que sigui aromàtic.

## El pisco sour a Xile

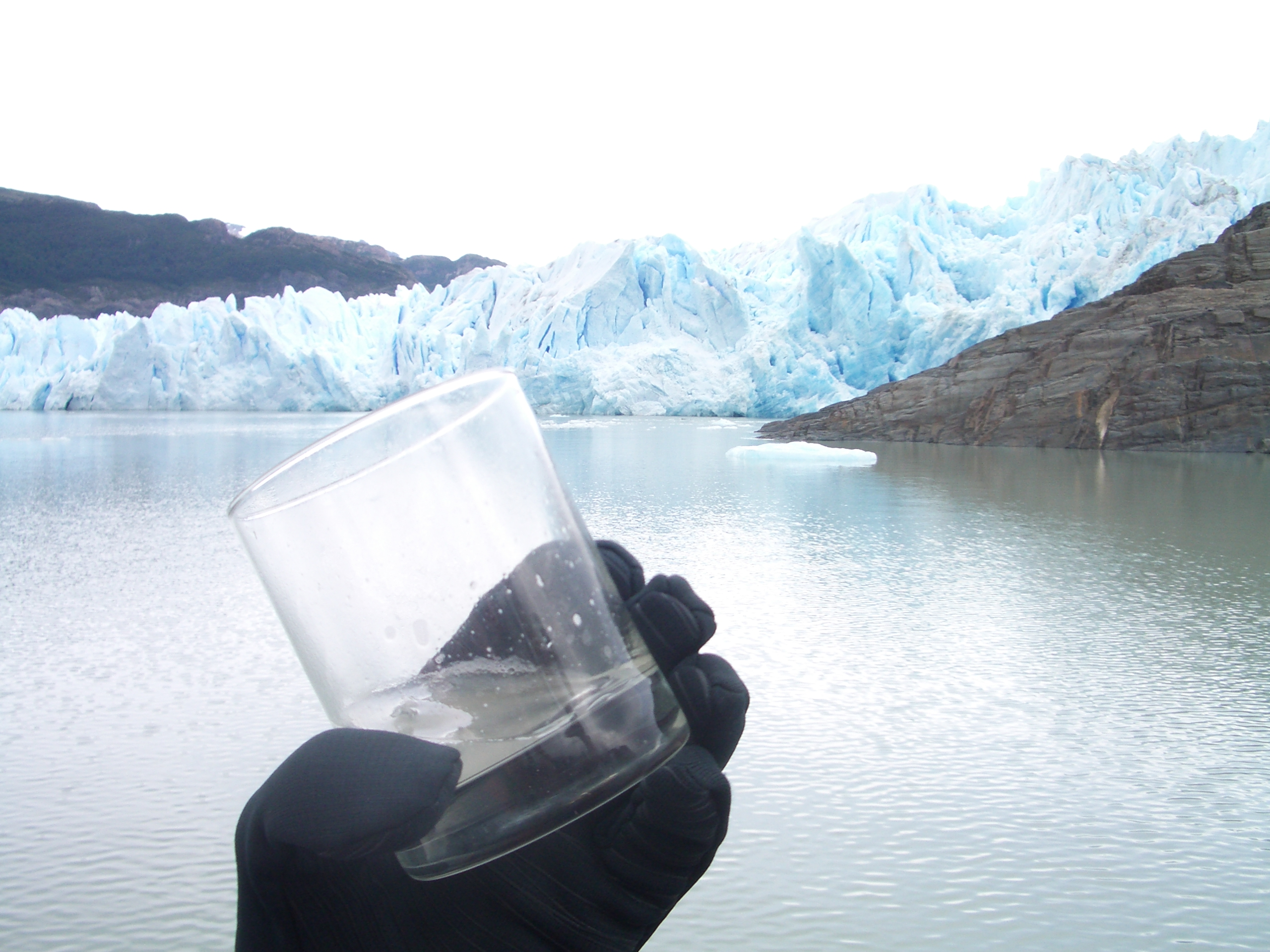
Pisco sour xilè amb gel de glacera

El 1934, l'escriptor xilè Joaquín Edwards Bello, a la seva novel·la La Chica del Crillón publicada l'any següent, fa menció d'un glop denominat "pisco sour, o "rotting-sour , compost de pisco i llimones, que prenien alguns personatges de l'obra.
Oreste Plath a la publicació "El Santiago que se fue: Apuntes de la memoria" de 1997, indica que a la plaça Baquedano es trobaven els Establiments Orient, que comptaven amb rotisseria, saló de te i restaurant  i allà el Bar Orient va ser un lloc de cita, de reunió, a migdia i a mitja tarda, els bons vins i licors, el pisco sour, les beines i el Tom Collins  i que al segon pis hi havia el restaurant on atenien els maitres Lucho Moxia i Lucho Riffo . Oreste Plath no esmenta dates, però se sap que els Establiments Orient van funcionar a la dècada dels 60 del segle xx.
A partir dels últims anys la indústria xilena del pisco va començar a comercialitzar pisco sour envasant-lo a gran escala. La regulació xilena ho defineix com el còctel produït i envasat a les Regions III i IV, preparat amb pisco xilè, suc de llimona o saboritzant natural de llimona, podent contenir, a més, additius autoritzats tals com estabilitzants, espessidors, emulsionants, entorbidors i colorants (article 58 del Decret Núm. 28 de 1986, del Ministeri d'Agricultura de Xile). La seva graduació alcohòlica mínima ha de ser de 12 º Gay-Lussac i el seu contingut mínim d'impureses de 2,5 grams per litre. Aquesta normativa accepta que aquesta beguda, en la seva forma industrial, es prepari amb suc d'altres fruites cítriques o saboritzants naturals d'aquestes, però en qualsevol cas el producte s'ha de nomenar "Pisco Sour", seguit del nom de la fruita que correspongui.

### Diferències
La preparació del pisco sour a Xile té diferents ingredients que el pisco sour del Perú. En primer lloc, hi ha diferències de preparació i de característiques organolèptiques entre el pisco peruà i el pisco xilè; a més, a Xile les llimones verdes o "llimones de Pica " són un producte costós i moltes vegades s'utilitzen llimones grogues, que tenen molta menor acidesa. També té una preparació més simple, de manera que en el pisco sour xilè no intervenen ni el xarop de goma ni l'amarg d'Angostura.

## Elliot Stubb
El 1962 la Universitat del Cuyo (Argentina) publica una nota sobre el personatge Elliot Stubb que indica que hauria estat el creador del whisky sour al port d'Iquique. Una altra publicació explica que la font de la història serien els arxius de "El Comercio de Iquique" que havien trobat en el Club Chino. "El Comercio de Iquique" va ser fundat per Modesto Molina el 1874 i va deixar de publicar-se el desembre de 1879, quan les forces xilenes ocupen el port peruà
| «                                                                        | Sabia vostè que l'exquisit whisky sour, avui glop d'acabalats, és d'origen iquiqueny?. Compten les tradicions i en alguns paràgrafs del diari "El Comercio de Iquique" que vàrem veure en vells arxius del Club Xinès d'aquest port quan un bon majordom del veler "Sunshine" va determinar ancorar en aquest port... | » |
| — Historias de la Pampa Salitrera. Comitè del Salnitre (Xile). Pàgina 49 | |   |

El 1985 Oreste Plath publica al Diari La Estrella de Valparaíso la història d'Elliot Stubb, explicada per Carlos Díaz, que es va basar en tradicions i El comercio de Iquique. En aquesta narració canvia el whisky per pisco.
| «                                                                            | ... El que és cert és que el nom del producte deriva del poble peruà Pisco. I ara es parla del pisco de l'Huaso, del pisco d'Elqui. Em va explicar, fa anys, el periodista porteny Carlos Díaz Vera que, escoltant tradicions i llegint algunes cròniques del diari El Comercio d'Iquique, va saber que el Pisco Sour és originari del port que va donar glòria a la Marina de Xile. La veritat seria que un bon majordom del veler Sunshine va determinar llançar àncora a Xile i va demanar la seva baixa per instal·lar-se amb una cantina al port. Es va establir en les proximitats del moll de passatgers, al carrer Vivar, com a expert cantiner, en el seu negoci s'assaborien exquisits aperitius preparats en forma exclusiva i a base de llimona de Pica. | » |
| — Oreste Plath. Diario La Estrella de Valparaíso. Sábado 22 de marzo de 1985 | |   |

El 1884 pel Tractat d'Ancón, el Perú lliura a Xile el Departament de Tarapacá on es trobava el port d'Iquique.
Sobre whisky sour es coneix també que un diari de Wisconsin, EUA, va publicar el 1870 una narració on els personatges prenen un whisky sour. Aquesta publicació és anterior a "El Comercio de Iquique"